# ワシントンホテル (愛知県の企業)
ワシントンホテル株式会社（英称:Washington Hotel Corporation）は、愛知県名古屋市千種区に本社を置く、ビジネスホテルチェーン「ワシントンR&Bホテル」「ワシントンホテルプラザ」ならびにゴルフ場のレストランを運営している企業である。
設立時からの大株主である藤田観光は、当社に追随してワシントンホテル (藤田観光)を全国展開した経緯があり、「ワシントングループホテル」として相互送客を行っていた。2012年3月をもって業務提携は事実上解消されたが、2020年8月より、両社の宿泊予約サイトで相互送客を行うことに合意し提携が再開していたが、2025年3月31日を以て契約満了に伴い終了している。

## 概要

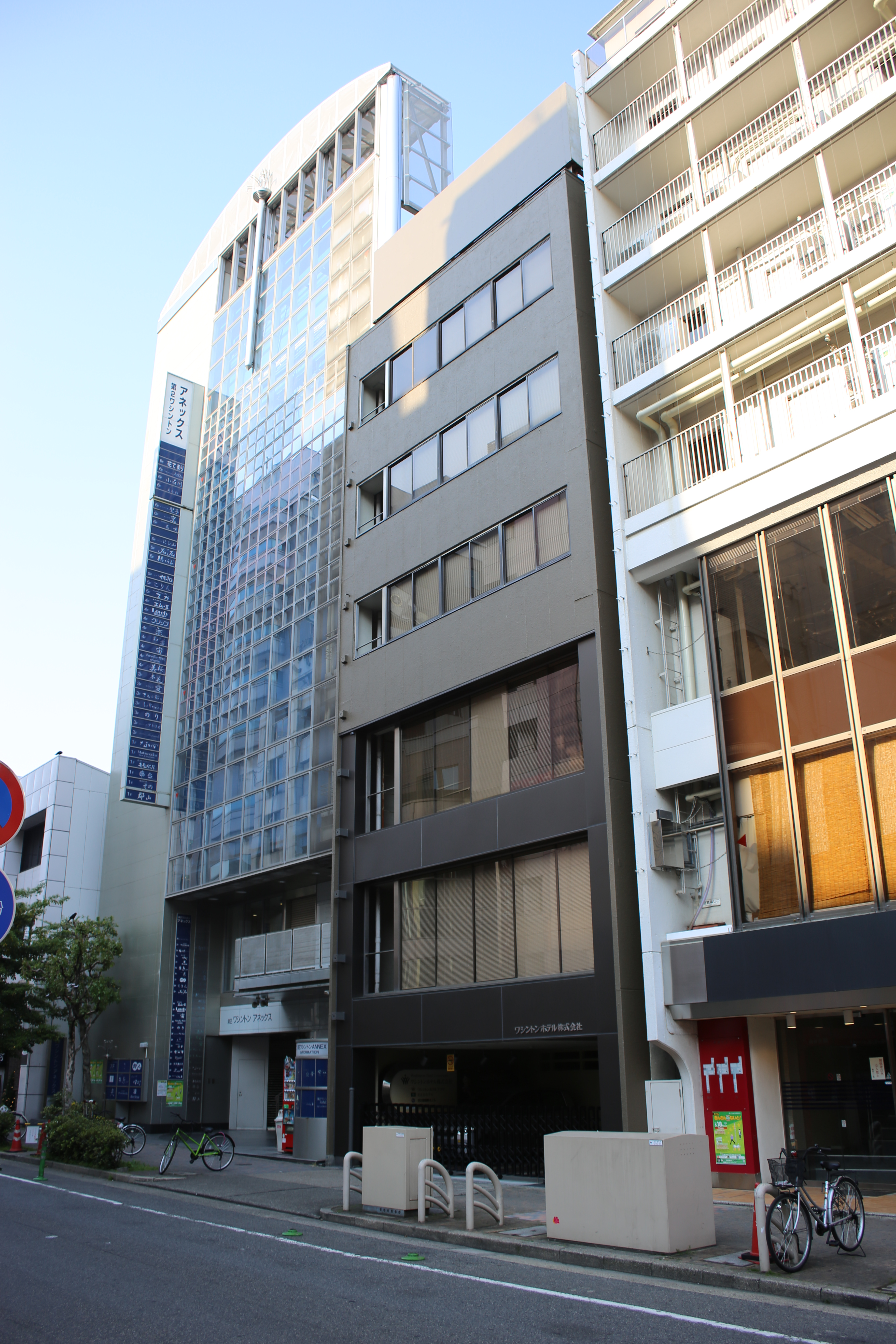
旧本社（名古屋市中区錦3-12-29、2015年4月）

### 創業
1961年（昭和36年）、地場百貨店丸栄が開設した「国際ホテル丸栄」の後身として、丸栄を筆頭に名古屋財界各社と藤田観光の出資で株式会社名古屋国際ホテルを設立。代表者は藤田観光の小川栄一 (実業家)が兼任した。丸栄グループ栄町ビル内に1964年（昭和39年）に「名古屋国際ホテル」を開業した。
2019年10月18日に東京証券取引所第2部・名古屋証券取引所に新規株式上場を果たした。

### ワシントンホテル・チェーン
1969年（昭和44年）6月、「名古屋第1ワシントンホテル」（当初の名称は「国際ホテル別館ワシントンホテル」）を開業した。グランドホテル運営会社による安全な環境で合理的な料金によるビジネスホテルの進出は好評を得て、西日本エリアでチェーンを展開を開始した。1973年に大株主である藤田観光が業務提携によって札幌第1を皮切りに、東日本エリアでワシントンホテルチェーンを展開した。チェーン展開から約10年後の1979年（昭和54年）4月、株式会社名古屋国際ホテルは、会社名をワシントンホテル株式会社に改めた。
ワシントンホテルの第一号店であった名古屋第1ワシントンホテルは1993年（平成5年）8月に閉館、再開発した建物で1997年より「東京第一ホテル錦」に変わっている。
2018年（平成30年）4月1日をもって子会社であった浜田ワシントンホテル株式会社を吸収合併している。

### ワシントンホテルプラザ
ワシントンホテル株式会社は1997年（平成9年）2月、それまで展開していたワシントンホテルの名称を「ワシントンホテルプラザ」に変更した。この時点でワシントンホテル株式会社は藤田観光との提携関係を弱めており、藤田観光が運営してきたワシントンホテルチェーンの施設は、従来通りの「ワシントンホテル」として営業を続けている。同時に、ワシントンホテル株式会社と藤田観光によって全国展開されてきたワシントンホテルチェーンは、「ワシントングループホテル」との名称で総称されることとなり、会員特典など共通のサービスが一部維持されることとなったが、2012年3月より藤田観光がFSPを自社運営施設（のちのWHGホテルグループ）を対象とした「藤田観光グループホテル・メンバーズカード」へ一本化により、前日の2012年2月29日限りでワシントン・カードの相互利用を含む提携関係は完全に打ち切られた。
また、1998年からはR&Bホテルの新規出店に注力するようになったことかから、ワシントンホテルプラザは2000年の奈良を最後に長らく新規出店がなくなっていたが、2022年3月1日に22年ぶりの新規出店として札幌が開業した。
運営契約終了により、不動産所有者の意向で「大阪なんばワシントンホテルプラザ」など他チェーンに乗り換えたりする例や、フランチャイズ運営会社第一号であったマンテンホテルが1999年に独立した例が見られる。残ったホテルも直営レストランを全廃した（朝食のみ提供）ものが多い。

### ワシントンR&Bホテル
ワシントンR&Bホテルは、「部屋と朝食だけ」というベッド・アンド・ブレックファストを模したコンセプトで、都市部で朝食付きの廉価な宿泊料金の提供を前面に打ち出した宿泊特化型ビジネスホテルである。1998年（平成10年）4月にR&Bホテル東日本橋を開業。2007年開業の八王子から10年間は新店がなかったが出店を再開し、2021年3月時点で全国25店舗展開している。2025年4月1日に、R&Bホテルから名称変更した。
シングルルームは当初よりワシントンホテルプラザ（12㎡前後）と比べコンパクト（9㎡）で、カミソリ・歯ブラシ・浴衣といったアメニティ類を部屋に置かず、2000年代半ばより自動精算機での支払いとするなど合理性を追求し、ローコストを実現している。アメニティ希望者にはフロント・ロビーで配布するが、不要な場合はスタンプを5つ貯めることで500円分の金券と交換可能。朝食は基本的に焼きたてパン・ゆで卵と飲料・スープのバイキングとなっている。
2010年代前半までに開業した店舗は室内照明がベッドサイドに垂直に置かれた直管型蛍光灯1本のみで、シェードカバーの向きで光量を調整し、窓はカーテンの代わりに引戸で遮光するといった独特な構造であったが、2017年に開業した「新大阪北口」では一般的なビジネスホテル同等のダウンライトとカーテンに改められ、2019年に開業した「名古屋駅新幹線口」などは40インチ液晶テレビを壁面設置するなど設備のグレードが見直されている。

### その他
本社は、1976年（昭和51年）2月から名古屋市中区錦三丁目12番地29号にあったが、2016年（平成28年）8月に名古屋市千種区内山三丁目23番5号へ移転した。
2022年（令和4年）8月、スターアジアが株式会社グリーンズ及びワシントンホテル株式会社に戦略的投資を実施したと発表した。

## 運営ホテル一覧

### ワシントンホテルプラザチェーン

#### 現在営業中のホテル

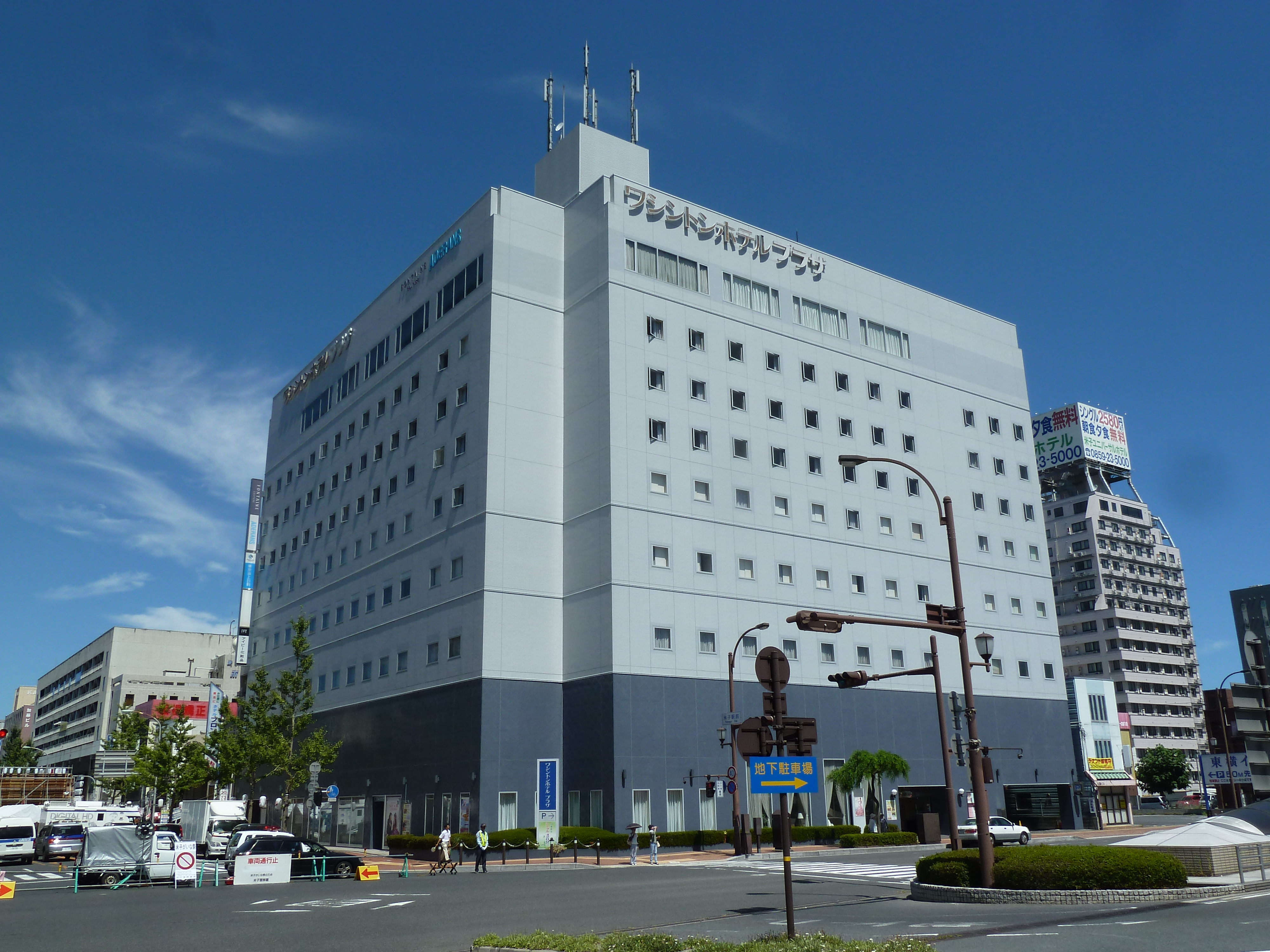
米子ワシントンホテルプラザ

2022年4月現在。
| ホテル名                       | 所在地             | 備考          |
| ------------------------------ | ------------------ | ------------- |
| 札幌ワシントンホテルプラザ     | 北海道札幌市       | -             |
| 高崎ワシントンホテルプラザ     | 群馬県高崎市       | ‐             |
| 甲府ワシントンホテルプラザ     | 山梨県甲府市       | ‐             |
| 名古屋栄ワシントンホテルプラザ | 愛知県名古屋市中区 | ‐             |
| 岐阜ワシントンホテルプラザ     | 岐阜県岐阜市       | 旧「岐阜第2」 |
| 飛騨高山ワシントンホテルプラザ | 岐阜県高山市       | ‐             |
| 奈良ワシントンホテルプラザ     | 奈良県奈良市       | ‐             |
| 新大阪ワシントンホテルプラザ   | 大阪府大阪市淀川区 | ‐             |
| 岡山ワシントンホテルプラザ     | 岡山県岡山市北区   | ‐             |
| 鳥取ワシントンホテルプラザ     | 鳥取県鳥取市       | ‐             |
| 米子ワシントンホテルプラザ     | 鳥取県米子市       | ‐             |
| 島根浜田ワシントンホテルプラザ | 島根県浜田市       | ‐             |
| 下関駅西ワシントンホテルプラザ | 山口県下関市       | ‐             |
| 徳島ワシントンホテルプラザ     | 徳島県徳島市       | ‐             |
| 博多中洲ワシントンホテルプラザ | 福岡県福岡市博多区 | ‐             |
| 久留米ワシントンホテルプラザ   | 福岡県久留米市     | ‐             |
| 熊本ワシントンホテルプラザ     | 熊本県熊本市中央区 | ‐             |
| 鹿児島ワシントンホテルプラザ   | 鹿児島県鹿児島市   | ‐             |

#### 過去に存在したホテル
| ホテル名         | 所在地             | 備考              |
| ---------------- | ------------------ | ----------------- |
| 名古屋国際ホテル | 愛知県名古屋市中区 | 2020年6月営業終了 |

中部
上越（マンテンホテル上越→ ロワジールホテル上越→現　アートホテル上越）
富山（現 マンテンホテル富山）
高岡（マンテンホテル高岡→現 アパホテル高岡丸の内）
金沢（現 スマイルホテル金沢）
長野（スマイルホテル長野→現 アパホテル長野）
岐阜第1（「グランパレホテル」にリブランドされたが2015年に運営会社破産、建物は2025年時点で現存）
静岡北ワシントンホテルプラザ（2022年3月11日営業終了）
名古屋第1（解体済み）→再開発後、1997年に「東京第一ホテル錦」として開業
名古屋錦（旧名古屋第2）
名古屋金山（宝交通とフランチャイズ契約満了の為、現 名古屋金山ホテル）
名古屋笠寺（宝交通とフランチャイズ契約満了の為、現 名古屋笠寺ホテル）
関西
大阪なんば（ホテルサンルート大阪なんば → 現 相鉄グランドフレッサ大阪なんば）
神戸（現 ザ・ビー神戸）
姫路（現 アパホテル姫路駅北）
中国
広島（旧広島ロイヤル）（現 オリエンタルホテル広島）
四国
高松（定期建物賃借契約終了に伴い、2018年1月8日に営業を終了。現 Webase高松）
松山（現 ネストホテル松山）
高知（ベストウェスタン高知 → 現 ウェルカムホテル高知）
九州
小倉（小倉ワシントンホテルプラザ → 北九州ホテルプラザ → ホテルテトラ北九州）
大分（大分アリストンホテル → アートホテル大分）
宮崎（宮崎サンマリンホテル → 現 アリストンホテル宮崎）
佐賀（2018年7月7日、アパホテル佐賀駅南口として再開業）
なお、藤田観光運営のホテルフジタ福井（福井県福井市、旧福井ワシントンホテル）には、ワシントンホテル社運営の中国料理店「チャイナテーブル」が入居していた。

### ワシントンR&Bホテル
| ホテル名                          | 所在地                 | 備考           |
| --------------------------------- | ---------------------- | -------------- |
| ワシントンR&Bホテル札幌北3西2     | 北海道札幌市中央区     | ‐              |
| ワシントンR&Bホテル盛岡駅前       | 岩手県盛岡市           | ‐              |
| ワシントンR&Bホテル仙台広瀬通駅前 | 宮城県仙台市青葉区     | ‐              |
| ワシントンR&Bホテル熊谷駅前       | 埼玉県熊谷市           | ‐              |
| ワシントンR&Bホテル大塚駅北口     | 東京都豊島区           | ‐              |
| ワシントンR&Bホテル上野広小路     | 東京都台東区           | ‐              |
| ワシントンR&Bホテル東日本橋       | 東京都中央区\|1号店\|‐ |                |
| ワシントンR&Bホテル蒲田東口       | 東京都大田区           | ‐              |
| ワシントンR&Bホテル東京東陽町     | 東京都江東区           | ‐              |
| ワシントンR&Bホテル八王子         | 東京都八王子市         | 2007年4月開業  |
| ワシントンR&Bホテル新横浜駅前     | 神奈川県横浜市港北区   | ‐              |
| ワシントンR&Bホテル名古屋駅前     | 愛知県名古屋市中村区   | 2020年11月開業 |
| ワシントンR&Bホテル名古屋新幹線口 | 愛知県名古屋市中村区   | 2019年6月開業  |
| ワシントンR&Bホテル名古屋栄東     | 愛知県名古屋市中区     | ‐              |
| ワシントンR&Bホテル名古屋錦       | 愛知県名古屋市中区     | ‐              |
| ワシントンR&Bホテル金沢駅西口     | 石川県金沢市           | ‐              |
| ワシントンR&Bホテル京都駅八条口   | 京都府京都市南区       | ‐              |
| ワシントンR&Bホテル京都四条河原町 | 京都府京都市下京区     | 2019年3月開業  |
| ワシントンR&Bホテル梅田東         | 大阪府大阪市北区       | ‐              |
| ワシントンR&Bホテル新大阪北口     | 大阪府大阪市淀川区     | ‐              |
| ワシントンR&Bホテル神戸元町       | 兵庫県神戸市中央区     | ‐              |
| ワシントンR&Bホテル博多駅前第1    | 福岡県福岡市博多区     | ‐              |
| ワシントンR&Bホテル博多駅前第2    | 福岡県福岡市博多区     | 2018年5月開業  |
| ワシントンR&Bホテル熊本下通       | 熊本県熊本市中央区     | ‐              |